# Страпон

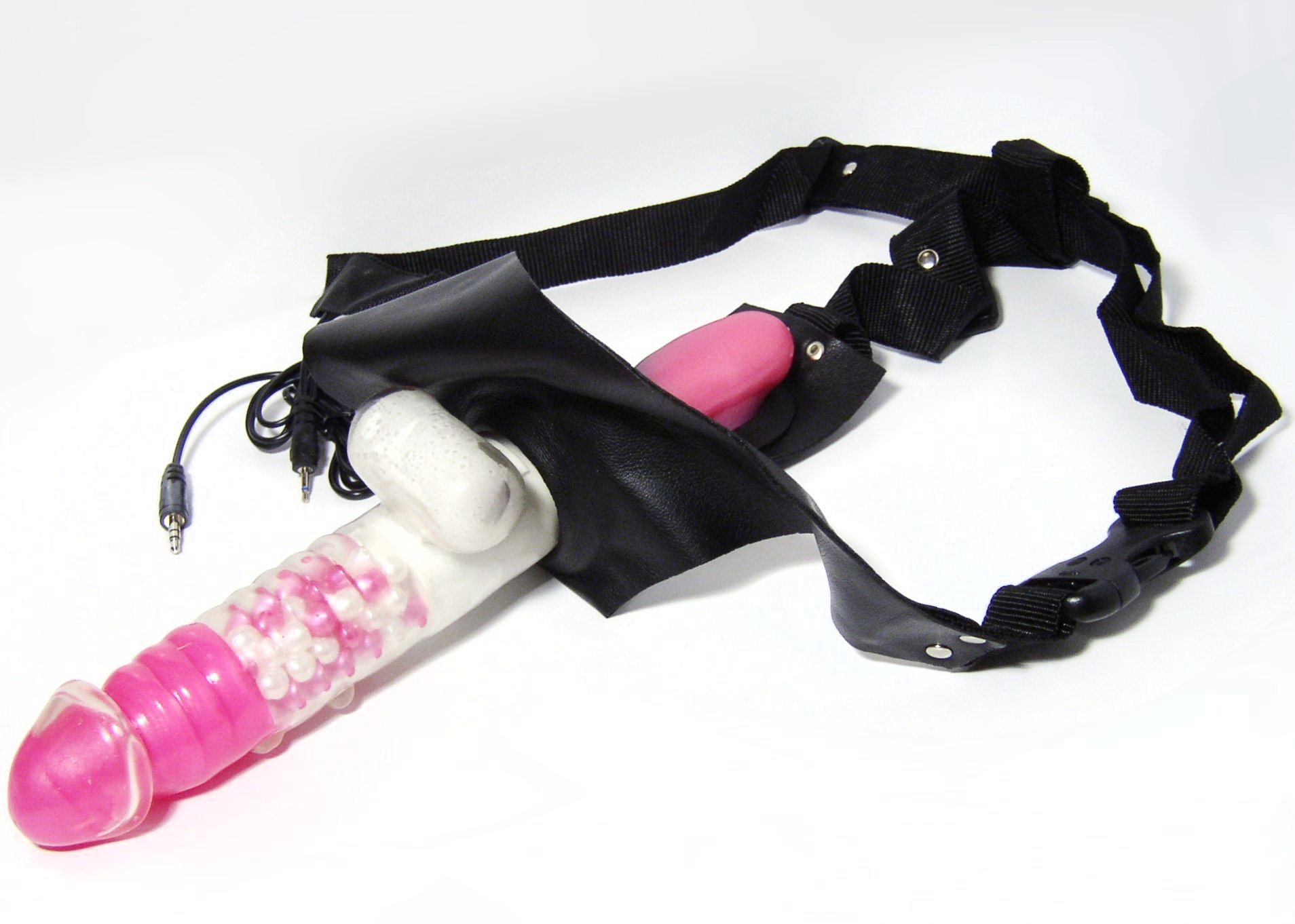
Страпон, снабжённый вибратором и клиторальным стимулятором «активной» партнёрши

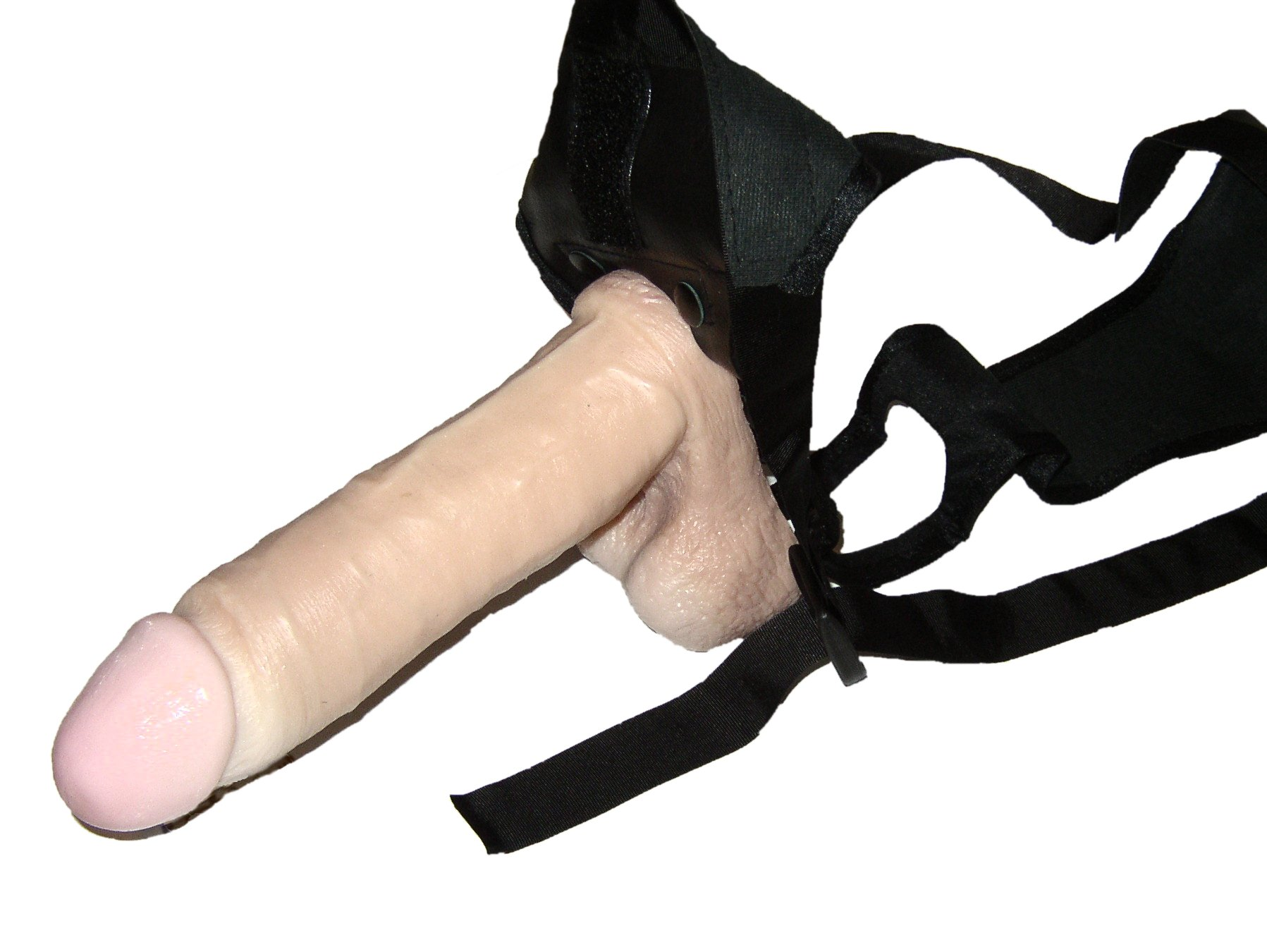
Страпон без вибратора

Страпо́н (англ. strap-on, что примерно можно перевести как «на ремне») — фаллоимитатор, состоящий из трусиков-ремешков и насадки в виде фаллоса. Типичные размеры насадки-фаллоса: длина 16—20 см, диаметр 3—4 см (однако бывают как бо́льшие, так и меньшие). Страпоны также иногда называют фаллопротезами. Может использоваться как женщинами, желающими играть в сексе активную роль, так и мужчинами (при слабой эрекции или для осуществления двойного проникновения). Страпоном могут пользоваться люди любой сексуальной ориентации.

## Виды и способы крепления

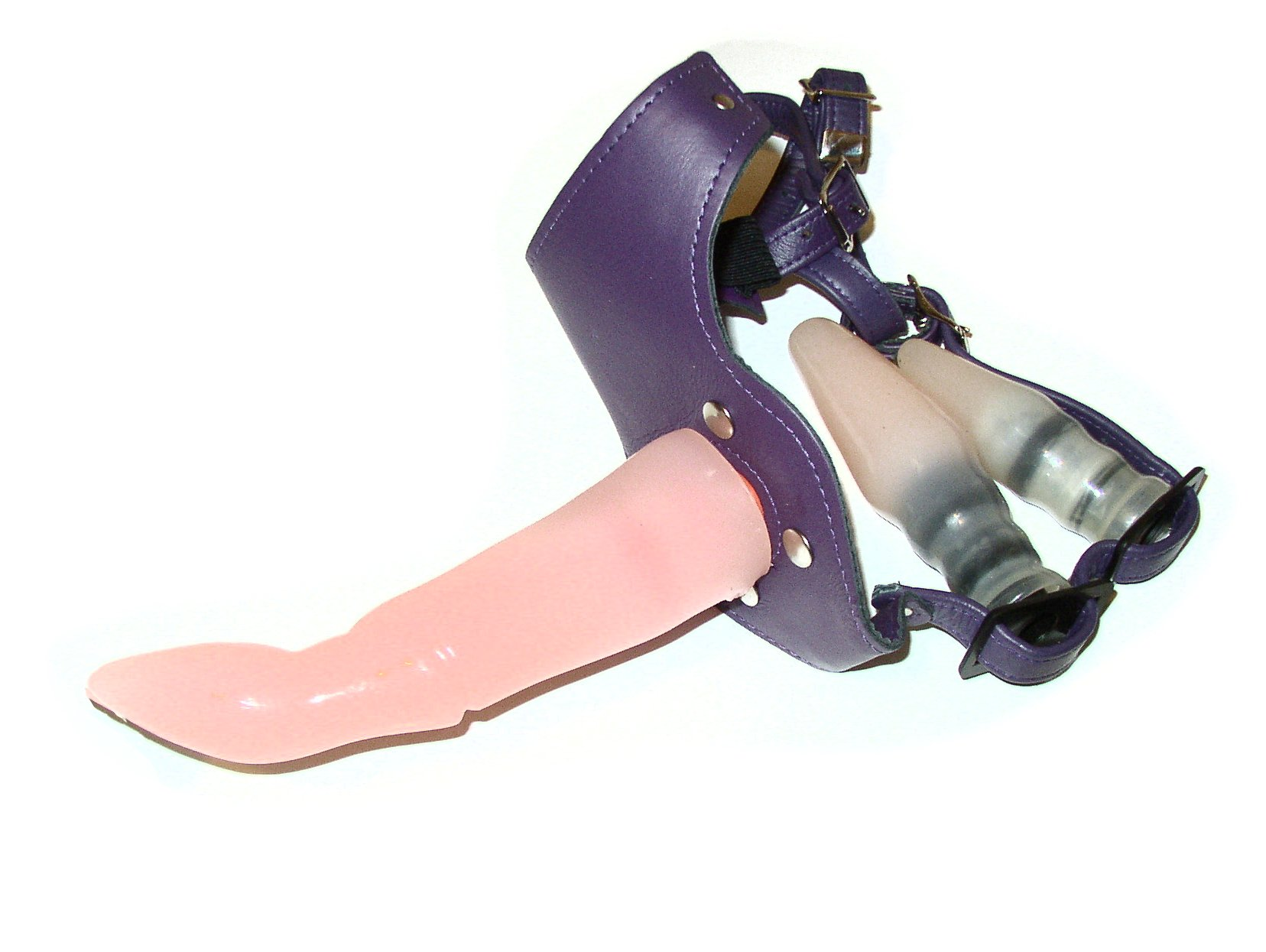
Страпон, снабжённый дополнительными дилдо для стимуляции вагины и ануса активной партнёрши

Страпоны бывают как мужскими, так и женскими. Основным различием мужских и женских страпонов является конструкция крепления. Крепление может иметь вид набедренной сбруи из ремешков (страпон типа «харнесс»), полноценных трусов (чаще — из латекса) и т. д. Варианты для женщин могут иметь длинный и узкий вырез, позволяющий иметь непосредственный контакт с вагиной. Также для женщин существуют так называемые анатомические страпоны, не имеющие набедренных креплений и представляющие собой одно целое с вагинальным дилдо особой формы, размещающимся во влагалище активной женщины. Страпоны, предназначенные для мужчин, имеют специальную прорезь для полового члена, таким образом позволяя мужчине осуществлять двойное проникновение, либо имеют в теле страпона полость для полового члена, являясь своеобразным «жёстким презервативом»-фаллопротектором. Иногда встречаются страпоны, предназначенные для крепления не в области гениталий, а на бедре или других участках рук или ног, подбородке или иных участках тела.
Страпон бывает как со съёмным, так и с постоянным фаллоимитатором. Страпоны, встречающиеся в секс-шопах, обычно изготовлены из пластика, резины, латекса или силиконового геля. Некоторые виды страпонов могут комплектоваться специальными внутренними насадками для вагинальной, анальной либо одновременно и вагинальной, и анальной стимуляции активного партнёра. Эти насадки крепятся на сбрую и вводятся внутрь при надевании страпона. Так, на внутренней стороне сбруи или фаллоимитатора могут находиться специальные надставки (как с вибрацией, так и без нее) для стимулирования клитора. Ряд страпонов оснащается вибратором в теле фаллоимитатора для дополнительной стимуляции пассивного партнёра. Возможно также наличие механизма, имитирующего эякуляцию, а также всевозможных дополнительных приспособлений (например, совмещение страпона с клизмой, наличие возможности увеличения объёма фаллоимитатора при помощи помпы-груши и т. п.).
При выборе смазки (лубриканта) следует учитывать, из какого материала изготовлена данная игрушка. Резиновые и силиконовые изделия из секс-шопов разрушаются от смазок на жировой основе. По этой причине не следует использовать в качестве смазки такие материалы, как вазелин, а также всевозможные массажные масла и косметические средства. Как и для всех сексуальных игрушек, в гигиенических целях рекомендуется использование страпона с презервативом.

## Применение

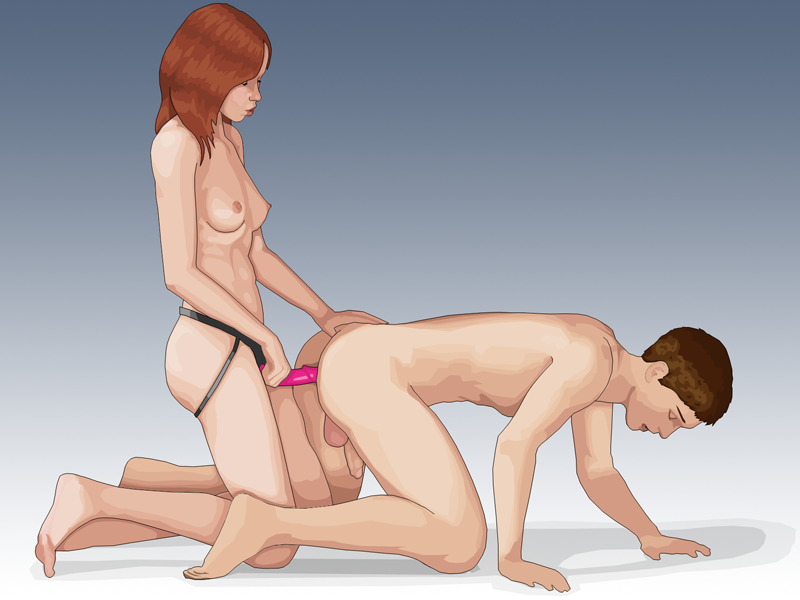
Пеггинг в коленно-локтевой позиции с использованием страпона

Страпон может использоваться для полового акта, где женщина, использующая страпон, находится в активной роли. В качестве второго партнёра может выступать как другая женщина, так и мужчина — в последнем случае практикуется анальный секс. Проникновение женщиной в анус мужчины при помощи страпона получило название «пеггинг».
Мужчина, находясь в «пассивной» роли (при пеггинге), получает удовольствие от стимулирования ануса и простаты. Кроме того, присутствует комплекс специфических морально-психологических переживаний.
В ряде случаев страпон может использоваться в активной роли и мужчинами. При этом мужчина может пользоваться только им в случае временных либо постоянных проблем с потенцией, для снижения риска беременности и/или передачи ЗППП (при отсутствии контрацептивов, других предохранительных средств, или нежелании/невозможности их применить) и т. п. Также, в случае использования страпона мужчиной, возможно осуществить так называемое двойное проникновение, не прибегая к помощи дополнительного участника.
Страпон также может применяться в контексте БДСМ как символ доминирования женщины над мужчиной или другой женщиной (Фемдом).
В ряде случаев страпон может применяться для имитации минета (пассивный партнёр производит «оральную стимуляцию» страпона) или иррумации — в этом случае психологические аспекты его применения занимают главенствующее положение.